# Karel Slavíček

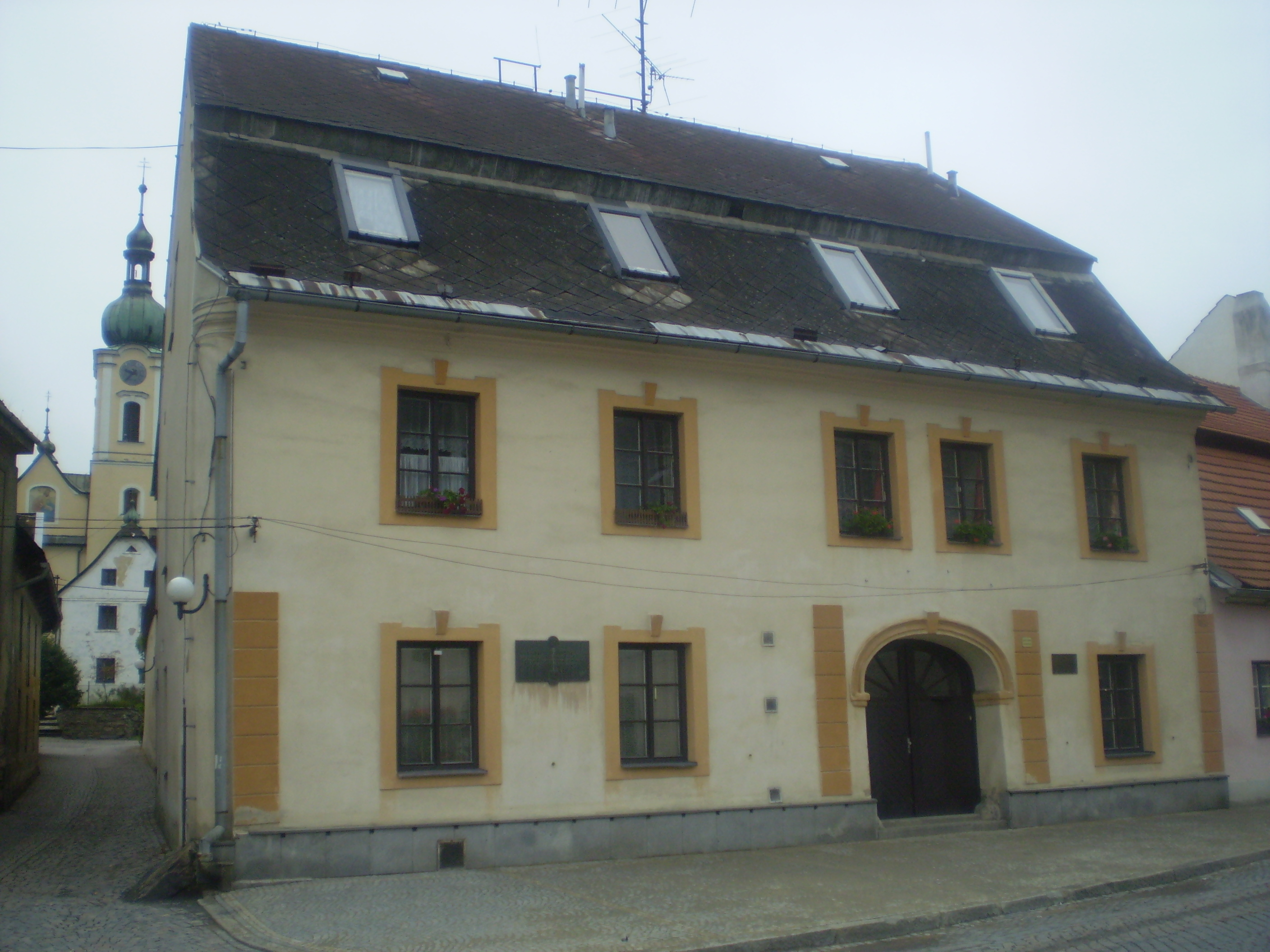
rodný dům

Karel Slavíček (pokřtěn 26. prosince 1678, Jimramov – 24. srpna 1735, Peking) byl katolický kněz, jezuita, misionář v Číně, matematik, astronom, hudebník a první český, resp. moravský sinolog.

## Biografie
Karel Slavíček se narodil v domě U Slunce na jimramovském náměstí 24. prosince 1678. Po studiu na brněnském gymnáziu absolvoval dva roky bohosloví a studoval tři roky na Filosofické fakultě Olomoucké univerzity. Čtyři roky zde zůstal jako pedagog a poté odešel do Prahy, kde se věnoval další čtyři roky studiu teologie. Jeho koníčkem se stala matematika a astronomie. Jako student také sestavil podrobný plán Prahy.
Po studiích působil dva roky jako kněz v Jičíně a pak se stal profesorem matematiky na gymnáziu ve Vratislavi. Roku 1710 byl profesorem hebrejštiny a matematiky na katolické univerzitě v Olomouci, kde dosáhl kromě jiného doktorátu filosofie a složil řádové sliby jezuitského řádu. Odtud odešel do Brna, kde požádal roku 1714 o vyslání na misijní cestu. V létě 1715 se vydal do Lisabonu. Tam se spolu s jezuity bavorským Ignacem Köglerem a portugalským Ondřejem Pereyrou v březnu 1716 nalodili na loď do Číny a po půlroční plavbě se dostali do Macaa. Cestu si krátil studiem čínštiny.
V Číně pak Slavíček strávil zbytek života. Kromě odborných prací z oboru astronomie napsal i pojednání o čínské hudbě. Stal se autorem prvního plánu Pekingu. Pro svou zdatnost v přírodních vědách se stal oblíbencem císaře.
Karel Slavíček zemřel v Pekingu 24. srpna 1735 a je pochován pod dodnes zachovalým náhrobkem s čínským nápisem na hřbitově poblíž městského paláce.